# Eschenbach (San Galo)
Eschenbach es una comuna suiza del cantón de San Galo, ubicada en el distrito de See-Gaster. Limita al norte con las comunas de Rüti (ZH) y Wald (ZH), al este con Goldingen y Sankt Gallenkappel, al sur con Uznach y Schmerikon, y al oestesuroeste con Rapperswil-Jona.

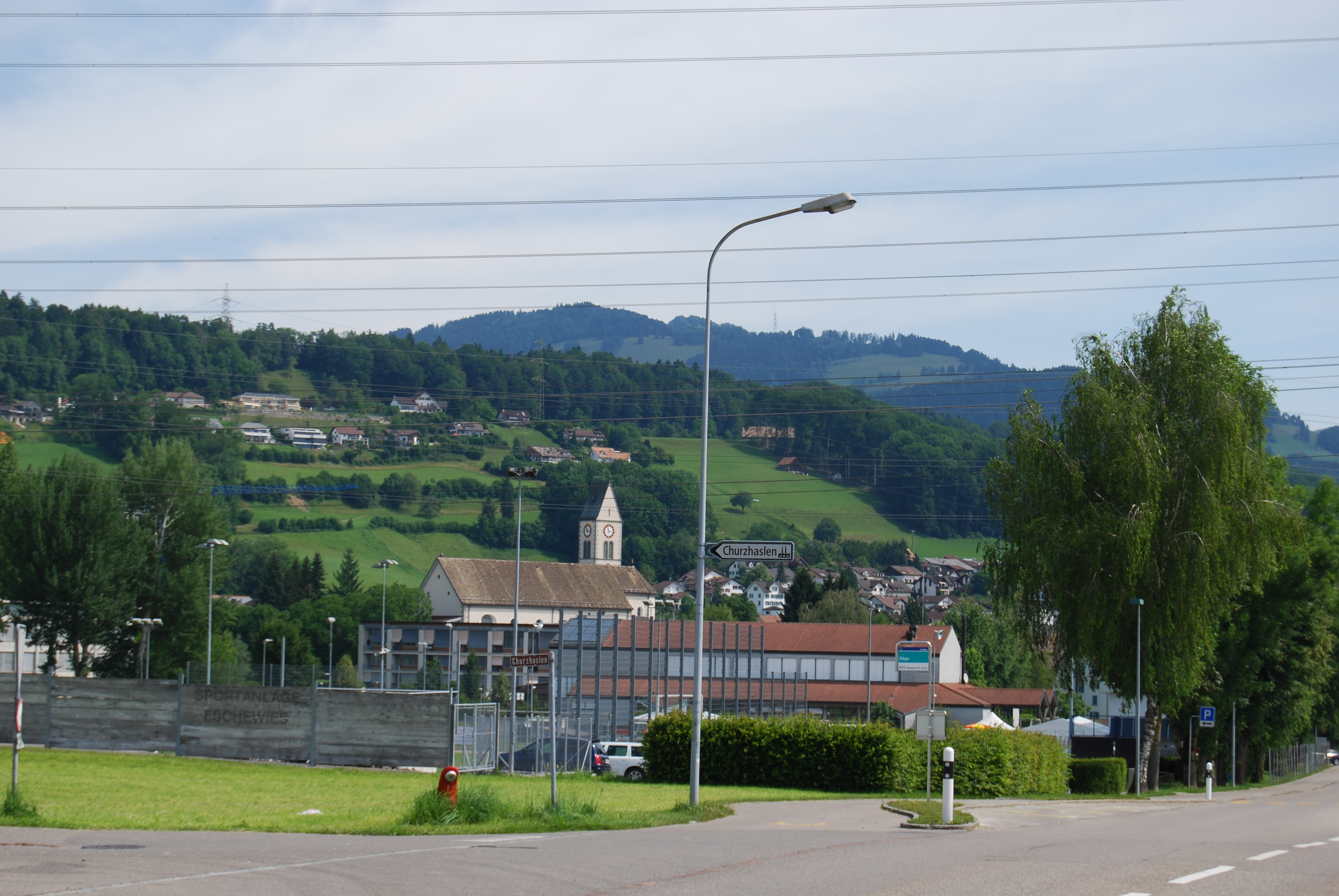
Eschenbach